# Antonio Durazzini
Antonio Durazzini (1740 – 1810) è stato un medico e botanico italiano.